# Autovía Ciudad Real - Puertollano
La autovía Ciudad Real-Puertollano o A-41 comunica las ciudades españolas de Ciudad Real y Puertollano y se intercala en el trazado de la autovía A-43.

## Historia
La autovía A-41 fue concebida como un tramo libre de peaje de la AP-41 (autopista de peaje Madrid-Córdoba).
Sin embargo, solo está en servicio el tramo Madrid-Toledo de esta autopista, debido a que el estudio informativo de los tramos Toledo-Ciudad Real y Puertollano-Córdoba fue desestimado después de que el Ministerio de Medio Ambiente formulase declaración de impacto ambiental desfavorable.
Para el tramo Toledo-Ciudad Real, la Junta de Comunidades de Castilla-La Mancha ha presentado un estudio alternativo, concebido ya como autovía, que aprovecharía el trazado de la autovía autonómica CM-42 a la salida de Toledo, el desdoblamiento de las carreteras CM-4116 desde Consuegra hasta Urda y CM-4167 y el desdoblamiento de la carretera N-401 en la provincia de Ciudad Real para disminuir el impacto ambiental de la infraestructura y así conseguir una declaración de impacto ambiental favorable.
Para el acceso a Andalucía se ha planteado como alternativa enlazar la Autovía del Guadiana (A-43), en las proximidades de Almadén, con la proyectada Autovía Badajoz-Granada (A-81) a través del desdoblamiento de la N-502 desde Almadén hasta Espiel, aunque no existe ningún estudio en firme al respecto.

## Trazado
La autovía A-41 es el resultado del desdoblamiento de la N-420 entre Ciudad Real y Puertollano y para su construcción se dividió en tres tramos.
El primero, Miguelturra-Poblete, es el resultado de la duplicación de la calzada de la N-420 desde el enlace con la A-43 hasta la localidad de Poblete, que rodea en variante.
El segundo, Poblete-Argamasilla de Calatrava, es de nuevo trazado y pasa por las proximidades del Aeropuerto Central CR, al que da acceso.
El tercer tramo, Argamasilla de Calatrava-Puertollano, también de nuevo trazado, rodea en variante oeste la localidad de Argamasilla hasta finalizar en Puertollano, donde además de entrar en población enlaza con la carretera al Complejo Petroquímico.

## Proyectos relacionados
Variante de Puertollano: actualmente esta aprobado el proyecto y pendiente licitación de obras, supondrá la continuación de la A-41 hacia Córdoba y la A-43 hacia Torrefresneda. 
Variante suroeste de Ciudad Real: Supondrá un enlace entre la N-430 dirección Mérida, la A-43 y la misma A-41. Actualmente esta licitado el estudio informativo.
CM-4134 (Variante del Minero): Concebida como variante de la carretera CR-504 a su paso por Puertollano, permite la comunicación de la autovía A-41, a la altura de Argamasilla de Calatrava, con el complejo petroquímico de Puertollano. Aunque esta función ya la realizaba la carretera CR-506, esta nueva variante hace que el tráfico vaya bastante más lejos de la ciudad, evitando el peligro que las mercancías que se transportan suponen para los vecinos.

## Tramos
| Denominación | Tramo                                                    | Kilómetros | Año servicio |
| ------------ | -------------------------------------------------------- | ---------- | ------------ |
| A-41         | Miguelturra A-43 - Poblete Sur                           | 10         | 2006         |
| A-41         | Poblete Sur - Argamasilla de Calatrava Norte             | 16,6       | 2006         |
| A-41         | Argamasilla de Calatrava Norte - Puertollano Norte PT-10 | 9,1        | 2008         |

## Recorrido
| Notas | Hacia Puertollano                                                                | N.º de Salida | Hacia Ciudad Real (leer de abajo arriba)                                         | Notas                 |
| ----- | -------------------------------------------------------------------------------- | ------------- | -------------------------------------------------------------------------------- | --------------------- |
|       | Comienza en la N-420 / N-430                                                     |               | Pasa a ser la N-420 / N-430                                                      |                       |
|       |                                                                                  |               | N-401 Toledo Ciudad Real norte                                                   |                       |
|       | A-43 Daimiel Madrid Albacete                                                     |               |                                                                                  |                       |
|       | Ciudad Real Miguelturra                                                          |               |                                                                                  |                       |
|       | Se le incorpora la A-43                                                          |               | Se separa de la A-43 en la primera salida de ésta.                               |                       |
|       |                                                                                  |               | Pasa a llamarse A-43                                                             |                       |
|       |                                                                                  | 162           | Ciudad Real Miguelturra                                                          | (Enlaza con CM-4127 ) |
|       | Ciudad Real CM-4111 Aldea del Rey CM-412 Almagro Valdepeñas A-4                  | 164           | Ciudad Real CM-4111 Aldea del Rey CM-412 Almagro Valdepeñas A-4                  |                       |
|       | Ciudad Real (sur) Poblete (norte) N-430 Badajoz                                  | 167           | Ciudad Real (sur) Poblete (norte) N-401 Toledo N-430 Badajoz                     |                       |
|       | Poblete (sur) N-420 calzada de servicio                                          | 172           | Poblete (sur) N-420 calzada de servicio                                          |                       |
|       | CM-9420 aeropuerto                                                               | 178           | CM-9420 aeropuerto                                                               |                       |
|       | CR-5135 Corral de Cva. Cañada de Cva. N-420 Caracuel de Cva. calzada de servicio | 180           | CR-5135 Cañada de Cva. Corral de Cva. N-420 Caracuel de Cva. calzada de servicio |                       |
|       | N-420 Calzada de servicio Caracuel de Cva.                                       | 189           | N-420 Calzada de servicio Caracuel de Cva.                                       |                       |
|       | CR-4117 Argamasilla de Calatrava complejo petroquímico                           | 194           | CR-4117 Argamasilla de Calatrava complejo petroquímico                           |                       |
|       | PT-10 Puertollano N-420a Córdoba                                                 | 196           |                                                                                  |                       |
|       | Fin de Autovía                                                                   |               | La autovía comienza al incorporársele la PT-10                                   |                       |